# Komanda
Komanda, parfois orthographié Komande, est une localité située dans le territoire d'Irumu, province de l'Ituri, en République démocratique du Congo.

## Géographie

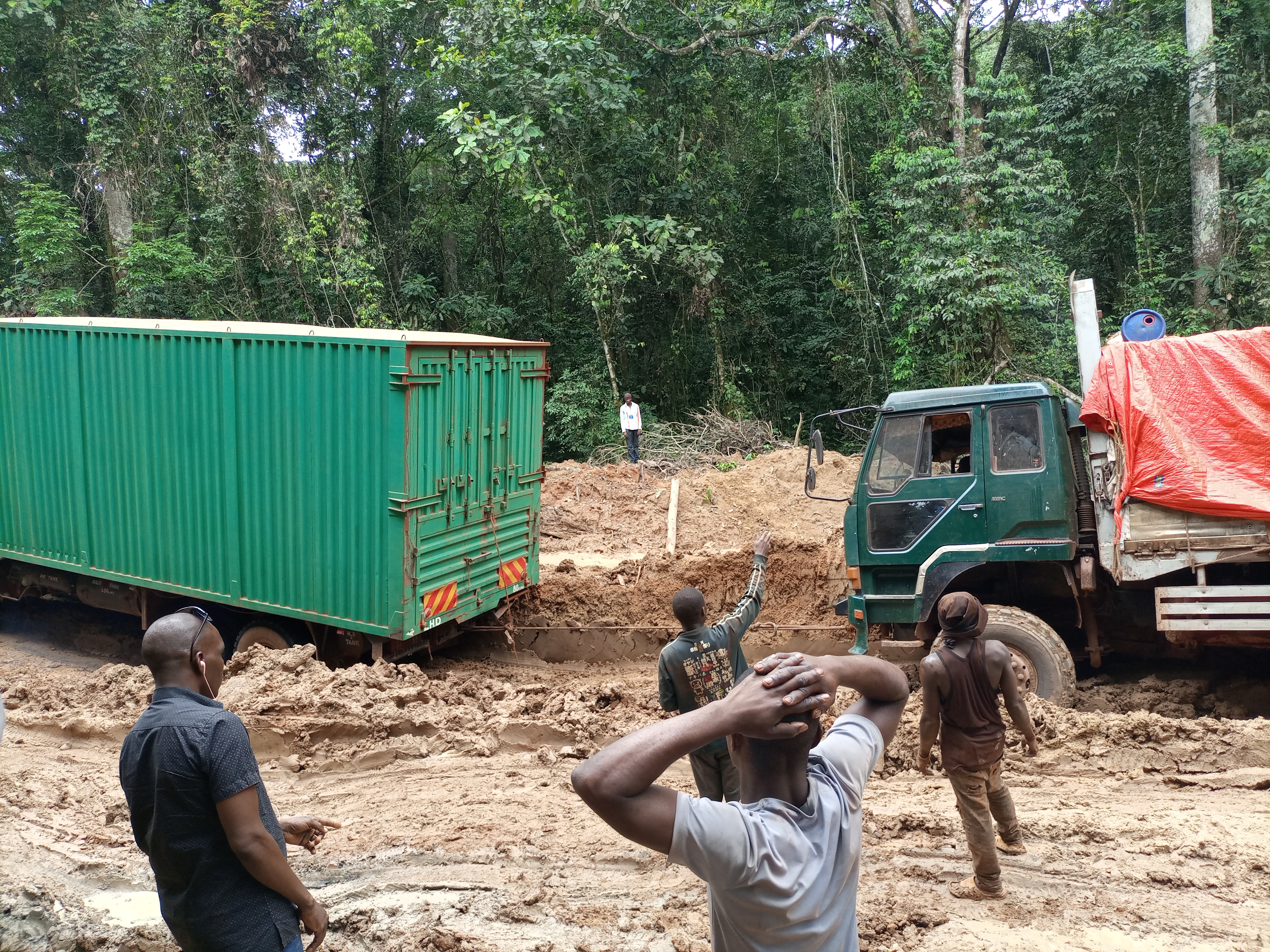
Camions embourbés sur la route entre Niani et Komanda.

La localité se situe au carrefour de l'axe Bunia-Beni (Route nationale 27) et Bunia-Kisangani (Route nationale 4). C'est un carrefour commercial entre l'Ituri et le Nord-Kivu,.
La localité est le chef-lieu de la chefferie Basili.

## Histoire
En décembre 2018, Komanda est touché par l'épidémie d'Ebola partie du Kivu, onze personnes étant infectées dans le village en un mois.
En 2019, la MONUSCO y finance la création d'un atelier de fabrication de savon, afin de donner une activité rémunératrice aux femmes victimes de violence pendant les conflits dans la région, ainsi qu'aux anciens combattants.